# Коменич, Майло
Милан «Майло» Коменич (англ. Milan "Milo" Komenich; 22 июня 1920, Гэри, штат Индиана, США — 25 мая 1977, Гэри, штат Индиана, США) — американский профессиональный баскетболист. Чемпион NCAA в сезоне 1942/1943 годов и чемпион НБЛ в сезоне 1948/1949 годов.

## Ранние годы
Майло Коменич родился 22 июня 1920 года в городе Гэри (штат Индиана), учился там же, сначала в подготовительной школе Гэри, а затем в средней школе имени Лью Уоллеса, в которых играл за местную баскетбольную команду.

## Студенческая карьера
В 1946 году закончил Вайомингский университет, где в течение трёх с перерывом лет играл за баскетбольную команду «Вайоминг Ковбойз», в которой провёл успешную карьеру. При Комениче «Ковбойз» два раза выигрывали регулярный чемпионат конференции Mountain States Athletic (1943, 1946), но ни разу не выигрывали турнир конференции Mountain States Athletic, а также один раз выходили в плей-офф студенческого чемпионата США (1943).
В 1943 году «Вайоминг Ковбойз» стали чемпионами Национальной ассоциации студенческого спорта (NCAA). 26 марта они вышли в финал четырёх турнира NCAA (англ. Final Four), где сначала в полуфинальном матче, 27 марта, в упорной борьбе обыграли команду Джона Харгиса «Техас Лонгхорнс» со счётом 58—54, в котором Коменич стал лучшим по результативности игроком своей команды, набрав 17 очков, а затем в финальной игре, 30 марта, обыграли команду Билла Хассетта и Джона Мэнкена «Джорджтаун Хойяс» со счётом 46—34, в которой Майло стал вторым по результативности игроком своей команды, набрав 9 очков.
В 1998 году Майло Коменич был включён в Баскетбольный Зал Славы Индианы, а в 2006 году был избран в Спортивный Зал славы университета Вайоминга.

## Профессиональная карьера
Играл на позиции тяжёлого форварда и центрового. В 1946 году Майло Коменич заключил соглашение с командой «Форт-Уэйн Золлнер Пистонс», выступавшей в Национальной баскетбольной лиге (НБЛ). Позже выступал за команду «Андерсон Даффи Пэкерс» (НБЛ, НБА и НПБЛ). Всего в НБЛ провёл 3 сезона, а в НБА и НПБЛ — по одному сезону. В сезоне 1948/1949 годов Коменич, будучи одноклубником Ральфа Джонсона, Фрэнка Брайана, Билла Клосса, Джона Харгиса и Хоуи Шульца, выиграл чемпионский титул в составе «Андерсон Даффи Пэкерс». Всего за карьеру в НБЛ Джон сыграл 150 игр, в которых набрал 1031 очко (в среднем 6,9 за игру). Всего за карьеру в НБА Харгис сыграл 64 игры, в которых набрал 634 очка (в среднем 9,9 за игру) и сделал 124 передачи. Помимо этого Джон Харгис в составе «Пистонс» и «Пэкерс» два раза участвовал во Всемирном профессиональном баскетбольном турнире, став его бронзовым призёром в 1947 и 1948 годах.

## Смерть
Во время Второй мировой войны ему пришлось на два года прервать свою учёбу в университете (1943—1945). Майло Коменич умер в среду, 25 мая 1977 года, на 57-м году жизни в городе Гэри (штат Индиана).

## Статистика

### Статистика в НБА
| Сезон                                                                                    | Команда  | Регулярный сезон | Регулярный сезон | Регулярный сезон | Регулярный сезон | Регулярный сезон | Регулярный сезон | Регулярный сезон | Регулярный сезон | Регулярный сезон | Регулярный сезон | Регулярный сезон | Серия плей-офф | Серия плей-офф | Серия плей-офф | Серия плей-офф | Серия плей-офф | Серия плей-офф | Серия плей-офф | Серия плей-офф | Серия плей-офф | Серия плей-офф | Серия плей-офф |
| Сезон                                                                                    | Команда  | GP               | GS               | MPG              | FG%              | 3P%              | FT%              | RPG              | APG              | SPG              | BPG              | PPG              | GP             | GS             | MPG            | FG%            | 3P%            | FT%            | RPG            | APG            | SPG            | BPG            | PPG            |
| ---------------------------------------------------------------------------------------- | -------- | ---------------- | ---------------- | ---------------- | ---------------- | ---------------- | ---------------- | ---------------- | ---------------- | ---------------- | ---------------- | ---------------- | -------------- | -------------- | -------------- | -------------- | -------------- | -------------- | -------------- | -------------- | -------------- | -------------- | -------------- |
| 1949/50                                                                                  | Андерсон | 64               |                  |                  | 28,3             |                  | 58,4             |                  | 1,9              |                  |                  | 9,9              | 8              |                |                | 24,3           |                | 57,1           |                | 1,8            |                |                | 8,5            |
|                                                                                          | Всего    | 64               |                  |                  | 28,3             |                  | 58,4             |                  | 1,9              |                  |                  | 9,9              | 8              |                |                | 24,3           |                | 57,1           |                | 1,8            |                |                | 8,5            |
| Наведите курсор мыши на аббревиатуры в заголовке таблицы, чтобы прочесть их расшифровку. |          |                  |                  |                  |                  |                  |                  |                  |                  |                  |                  |                  |                |                |                |                |                |                |                |                |                |                |                |